# Вільморі
Вільморі (фр. Villemaury) — муніципалітет у Франції, у регіоні Центр — Долина Луари, департамент Ер і Луар. Вільморі утворено 1 січня 2017 року шляхом злиття муніципалітетів Сіврі, Лютз-ан-Дюнуа, Озуар-ле-Брей i Сен-Клу-ан-Дюнуа. Адміністративним центром муніципалітету є Сен-Клу-ан-Дюнуа. Населення — 1325 осіб (01.01.2021).